# Catalonia Today
Catalonia Today és un diari en anglès amb notícies de Catalunya vinculat des de l'origen amb el grup El Punt Avui, amb qui comparteix continguts, sobretot amb la revista setmanal Presència. El projecte va començar el 2004 amb l'impuls del periodista i polític Carles Puigdemont i el corresponsal de The Times de Barcelona, Stephen Burgen. El 2010 comptava amb una difusió de 15.000 exemplars i més de 4.500 subscriptors.
La idea del projecte era crear un diari de notícies sobre Catalunya, però en anglès, per cobrir el buit del mercat en aquest sentit, i adreçat als residents estrangers que viuen a Catalunya, però també als catalans interessats a llegir, practicar i millorar el seu anglès. Entre els col·laboradors hi ha Matthew Tree, Martin Kirby, Xevi Virgo, Joan Ventura i Emma Ansola.
L'any 2010 el diari va ser guardonat amb el Premi Memorial Francesc Macià de la Fundació Josep Irla per la seva defensa de la cultura i la nació catalanes.